# Hydrophoria linogrisea
Hydrophoria linogrisea är en tvåvingeart som först beskrevs av Johann Wilhelm Meigen 1826.  Hydrophoria linogrisea ingår i släktet Hydrophoria och familjen blomsterflugor. Arten är reproducerande i Sverige. Inga underarter finns listade i Catalogue of Life.